# Анкор Појнт (Аљаска)
Анкор Појнт (енгл. Anchor Point) насељено је место без административног статуса у америчкој савезној држави Аљаска.

## Демографија
По попису из 2010. године број становника је 1.930, што је 85 (4,6%) становника више него 2000. године.
| Група             | 2000.         | 2010.         |
| Белци             | 1.671 (90,6%) | 1.716 (88,9%) |
| Афроамериканци    | 2 (0,1%)      | 5 (0,3%)      |
| Азијати           | 6 (0,3%)      | 18 (0,9%)     |
| Хиспаноамериканци | 32 (1,7%)     | 42 (2,2%)     |
| Укупно            | 1.845         | 1.930         |